# Ryu Jun-yeol
Ryu Jun-yeol (n. 25 septembrie 1986, Suwon) este un actor cunoscut pentru rolurile sale din dramele sud-coreene.

## Filmografie

### Filme
- 2015: Socialphobia
- 2016: SORI: Voice from the Heart
- 2016: One Way Trip
- 2022: Alienoid – Mureuk
- 2024: Alienoid 2 – Mureuk

### Seriale
- 2015: The Producers
- 2015: Reply 1988